# Río Pas
Río Pas este o arie protejată (arie specială de conservare — SAC, sit de importanță comunitară — SCI) din Spania întinsă pe o suprafață de 957,33 ha, integral pe uscat.

## Localizare
Centrul sitului Río Pas este situat la coordonatele 43°12′13″N 3°55′25″W / 43.2036°N 3.9235°V.

## Înființare
Situl Río Pas a fost declarat sit de importanță comunitară în decembrie 1997 pentru a proteja 10 specii de animale. Situl a fost protejat și ca arie specială de conservare în decembrie 2015.

## Biodiversitate
Situată în ecoregiunile atlantică și marină Atlantică, aria protejată conține 18 habitate naturale: Păduri de Quercus ilex și Quercus rotundifolia, Cursuri de apă de la nivel de câmpie la nivel montan, cu vegetație Ranunculion fluitantis și Callitricho-Batrachion, Pajiști uscate seminaturale și facies de acoperire cu tufișuri pe substraturi calcaroase (Festuco-Brometalia) (* situri importante pentru orhidee), Păduri aluvionare cu Alnus glutinosa și Fraxinus excelsior (Alno-Padion, Alnion incanae, Salicion albae), Râuri cu maluri nămoloase cu vegetație de Chenopodion rubri p.p. și Bidention p.p., Matorral arborescenți cu Laurus nobilis, Lande oro-mediteraneene cu formațiuni endemice de grozamă, Estuare, Păduri de stejar sau de stejar și carpen sub-atlantice și medio-europene de Carpinion betuli, Grohotișuri termofile și vest-mediteraneene, Râuri de munte și vegetația lor lemnoasă cu Salix elaeagnos, Păduri de fag acidofile atlantice, cu subarboret de Ilex și, uneori, de asemenea, Taxus, la nivelul arbuștilor (Quercion robori-petraeae sau Ilici-Fagenion), Liziere de ierburi înalte hidrofile de câmpie și de nivel montan până la alpin, Fânețe de joasă altitudine (Alopecurus pratensis, Sanguisorba officinalis), Galerii de Salix alba și de Populus alba, Pajiști uscate europene, Păduri de Castanea sativa, Pante stâncoase calcaroase cu vegetație casmofită.
La baza desemnării sitului se află mai multe specii protejate:
- mamifere (2): Galemys pyrenaicus, vidră de râu (Lutra lutra)
- nevertebrate (5): croitorul mare al stejarului (Cerambyx cerdo), Elona quimperiana, rădașcă (Lucanus cervus), Phengaris nausithous, Rosalia alpina
- pești (3): Alosa alosa, Parachondrostoma miegii, somonul (Salmo salar)